# 自治党
自治党（じちとう）とは、明治21年（1888年）から翌22年（1889年）にかけて井上馨が進めてきた、町村長ら地方の名望家を集めて結成を構想した新党構想であるが、失敗に終わった。
第1次伊藤内閣の末期、条約改正の失敗の責任をとって外務大臣を辞任した井上は、町村長ら地方自治運営の主体となる名望家層を結集させて、民党に対抗する保守政党を結成する構想を抱いた。明治21年7月下旬、井上は農商務大臣としての入閣を要請してきた黒田清隆に対して手紙を送り、薩長藩閥による政治の支配を永続させることは不可能であり、明治政府が進める富国強兵路線を継承する次世代の政治家を育てる手段として、中等以上の財産家を集めて新党を結成して地方自治において主導権を握ると共に、彼らに政治的経験を積ませて中央に進出させ、穏健な保守勢力を形成させることで、過激な自由民権派や国粋主義者の台頭を食い止める構想を打ち明けている。同様の趣旨の手紙を伊藤博文にも送って理解を求めた。
井上の入閣後の同年10月5日、陸奥宗光・青木周蔵らと共に事実上の新党準備会にあたる「自治制研究会」を発足させて機関誌『自治新報』を発行するなど準備を進めた。だが、翌明治22年に黒田が行った「超然主義演説」や山縣有朋らの反対、条約改正を巡る井上自身と黒田との対立もあって運動は低調となり、夏には事実上計画は中止され、『自治新報』も明治23年（1890年）に廃刊された。